# کونوو (استان شومن)
کونوو (به بلغاری: Konevo) یک منطقهٔ مسکونی در بلغارستان است که در استان شومن واقع شده‌است.
 کونوو ۹٫۷۹۸ کیلومتر مربع مساحت و ۲۶۱ نفر جمعیت دارد.